# Алфа Ромео мито
Алфа Ромео мито (итал. Alfa Romeo MiTo) је мали аутомобил који је производила италијанска фабрика аутомобила Алфа Ромео од 2008. до 2018. године.

## Историјат
Алфа Ромео мито је представљен јуна 2008. године у Милану, а међународно на салону аутомобила у Лондону исте године. Мито је најмањи Алфин аутомобил у спортском стилу, хечбек верзија са троја врата и предњим погоном. Главни конкуренти су му нови Мини и Ауди А1. Име је добио по почетним словима италијанских градова Милано и Торино. Заснован је на Fiat Small платформи, коју користи Фијат гранде пунто, као и Опел корса д (четврте генерације). Између 2008. и 2012. године произведено је 200.000 аутомобила. Производио се у Фијат-Крајслеровој фабрици Мирафјори, у Торину.
Мито је први аутомобил произведен након модела 8C Competizione од кога је преузео неке карактеристике. Унутрашњост је урађена у спортском стилу и примењени су квалитетни материјали. Прво је Алфино возило које је опремљено са Alfa DNA системом. То је иновативни уређај који делује на главне параметре при вожњи прилагодивши личност аутомобила потребама возача и различитим стањима на путевима. Овај систем делује на мотор, кочнице, волан, вешање и мењач, омогућавајући три различита типа понашања возила, суперспортски режим, нормални режим рада и режим рада прилагођен свим временским условима.
Мито постоји и у верзији Quadrifoglio Verde, аутомобил са спортским перформансама ниске потрошње горива.
Године 2008, на Euro NCAP тестовима судара, мито је добио максималних пет звездица за безбедност.
Алфа је 2014. представила освежен модел, када су обухваћене благе измене предњег дела возила (нова решетка хладњака допуњена хромираним оквиром), затим нове боје унутрашњости и спољашности, унапређен садржај у кабини и обновљена палета мотора. На салону у Женеви 2016. године приказан је још један редизајн.
Од мотора у понуди су 0.9 бензински мотор са два цилиндра од 85 КС, затим 1.4 (78, 95, 120 и 155 КС), 1.4 мултиер (105, 135 и 170 КС), 1.4 течни нафтни гас (120 КС) и дизел мотори од 1.3 (85, 90 и 95 КС) и 1.6 (120 КС).

## Галерија
- Предњи део
- Задњи део
- Унутрашњост